# Otto Czekelius

Otto Czekelius (n. 21 august 1895, Sibiu – d. 21 martie 1974, Sibiu) a fost un arhitect și scriitor de limbă germană din Transilvania.
A provenit dintr-o veche familie de sași transilvăneni. A plecat la studii la München, de unde, în 1919 a plecat să studieze la Berlin. După încheierea studiilor la Berlin, a plecat în 1922 la Madrid  și a trăit până în 1943 în Spania, unde a devenit arhitect al orașului Madrid.
În anul 1929 autoritățile din Madrid și Institutul Geografic Național din Spania (Instituto Geográfico Nacional) au întocmit Planul orașului Madrid la scara 1:2.000 («Plano de Madrid 1:2.000»). Lucrările grafice au fost executate de Otto Czekelius și Francisco García Mercadal.
Încă înainte de terminarea celui de-al Doilea Război Mondial, Otto Czekelius s-a întors la Sibiu (în 1943), și s-a angajat ca cercetător la Muzeul Brukenthal, unde a lucrat la mai multe monografii ale artiștilor germani.
La începuturile comunismului, autoritățile au dorit să demoleze edificiile medievale de pe latura de nord a Pieței Mari, pentru a se construi niște blocuri turn. Blocarea acestui plan s-a datorat luptei disperate a arhitectului Otto Czekelius. Tot el a salvat de la demolare Sinagoga din Sibiu, construită în 1898-1899.
În perioada 1967-1972, în calitate de arhitect al orașului, Otto Czekelius a condus o amplă campanie de restaurări ale fațadelor clădirilor din Piața Mică din Sibiu.
În 1970 a scris în ziarul Neuer Weg un serial despre istoria orașului Sibiu.
Arhitectul Hermann Armeniu Fabini relatează că, puțin înainte de a muri, Otto Czekelius și-a făcut un "bilanț" al vieții în care spunea că Ce am reușit să împiedic a fost mai important decât ce am realizat.
În amintirea sa, una din sălile Universității româno-germane din Sibiu poartă denumirea de Sala Otto Czekelius.

## Scrieri
- Schriften aus dem Nachlaß. Zur Baugeschichte von Hermannstadt, Editura Kriterion, București, 1985 [9]
- Das alte Hermannstadt - Veduten und Stadtpläne aus vier Jahrhunderten în colaborare cu Hermann Fabini, Editura Monumenta, Sibiu, 2007.[10]
- Antiguas sinagogas de España, în: Arquitectura, XII, Madrid, 1931.[11]